# VR Sr2
Sr2 기관차는 핀란드 철도의 전기 기관차 Sr1의 후속작이다. 스위스의 ABB에서 생산되었으며, 스위스 연방 철도의 Re 460 기관차를 기반으로 한다. 화물과 여객 영업 둘 다에 사용하며, 영업 최고 속도는 210 km/h이다.

## 역사
1992년 5월 핀란드 철도에서의 국제 입찰에서 SLM/ABB 사의 스위스 연방 철도 Re 460 기관차가 선정되었다. 영하 50도까지의 온도를 견딜 수 있어야 하며, 백만 km당 5회 이하의 고장만이 허용되었다. SLM과 ABB에서 대부분의 내부 부품을 생산하였으며, 당시 핀란드의 높은 실업률과 환율 때문에 최종 조립은 핀란드에서 이루어졌다.
1996년 20량이 최초로 생산되었으며, 1999년 나머지 26량이 생산되었다.

## 기술 사양
총괄제어 회로를 내장하여 최고 3중련까지 가능하다. 설계 최고 속도는 230 km/h이며, 영업시에는 210 km/h의 최고 속도로 운행한다. 3상 교류 모터를 사용하며, VVVF-GTO 사이리스터 제어를 사용한다. 열차 제어용으로 여러 종류의 컴퓨터 시스템을 구비하고 있다.

## 같이 보기
- VR Sr1